# Alan B. McElroy
Pour les articles homonymes, voir McElroy.
Alan B. McElroy est un réalisateur et scénariste américain né en 1960 à Cleveland, dans l'Ohio (États-Unis).

## Filmographie

### comme scénariste
- 1988 : Halloween 4 : Le Retour de Michael Myers (Halloween 4: The Return of Michael Myers)
- 1989 : Murder by Night (TV)
- 1990 : Metal Monster (Wheels of Terror) (TV)
- 1992 : Under the Car
- 1992 : Rapid Fire
- 2000 : Left Behind
- 2001 : Layover
- 2002 : Ballistic (Ballistic: Ecks vs. Sever)
- 2003 : Détour mortel (Wrong Turn)
- 2006 : The Marine
- 2007 : Thr3e (en)
- 2019 : La Fracture (Fractured)  de Brad Anderson
- 2021 : Détour mortel : La Fondation (Wrong Turn) de Mike P. Nelson

### comme acteur
- 2001 : Layover : Man in Restroom
- 2006 : The Marine : Johnny

### comme réalisateur
- 1992 : Under the Car
- 2001 : Layover